# Mùa bão Tây Bắc Thái Bình Dương 1991
Mùa bão Tây Bắc Thái Bình Dương 1991 không có giới hạn chính thức; nó diễn ra trong suốt năm 1991, nhưng hầu hết các xoáy thuận nhiệt đới có xu hướng hình thành trên Tây Bắc Thái Bình Dương trong khoảng giữa tháng 5 và tháng 11. Những thời điểm quy ước phân định khoảng thời gian tập trung hầu hết số lượng xoáy thuận nhiệt đới hình thành mỗi năm ở Tây Bắc Thái Bình Dương.
Phạm vi của bài viết này chỉ giới hạn ở Thái Bình Dương, khu vực nằm ở phía Bắc xích đạo và phía Tây đường đổi ngày quốc tế. Những cơn bão hình thành ở khu vực phía Đông đường đổi ngày quốc tế và phía Bắc xích đạo thuộc về Mùa bão Đông Bắc Thái Bình Dương 1991. Bão nhiệt đới hình thành ở toàn bộ khu vực Tây Bắc Thái Bình Dương sẽ được đặt tên bởi Trung tâm Cảnh báo Bão Liên hợp  JTWC . Áp thấp nhiệt đới ở khu vực này sẽ có thêm hậu tố "W" phía sau số thứ tự của chúng. Áp thấp nhiệt đới trở lên hình thành hoặc đi vào khu vực mà Philippines theo dõi cũng sẽ được đặt tên bởi Cục quản lý Thiên văn, Địa vật lý và Khí quyển Philippines  PAGASA . Đó là lý do khiến cho nhiều trường hợp, một cơn bão có hai tên gọi khác nhau.

## Các cơn bão
Có 32 xoáy thuận nhiệt đới hình thành trong năm, 31 trong số chúng mạnh lên thành những cơn bão nhiệt đới, 17 đạt cường độ bão cuồng phong, và 5 đạt cường độ siêu bão cuồng phong

### Bão Tim
Vào ngày 17 tháng 3, một nhóm mây dông tập hợp lại hình thành nên một vùng thấp ở khu vực cách xa quần đảo Mariana về phía Đông. Vùng thấp sau đó nhanh chóng mạnh lên và 4 ngày sau, nó đã trở thành một cơn bão nhiệt đới. Điều kiện môi trường xung quanh lúc này tiếp tục thuận lợi giúp nó tăng cường thành một cơn bão cấp 1. Đến ngày 25 tháng 3, độ đứt gió cao khiến Tim suy yếu, và nó dần chuyển đổi thành một xoáy thuận ngoại nhiệt đới. 

### Bão Walt (Karing)
Một vùng nhiễu động đã hình thành ở khu vực phía Đông Nam quần đảo Mariana trong ngày 3 tháng 5. Một ngày sau nó đã mạnh lên thành áp thấp nhiệt đới. Quá trình tăng cường vẫn tiếp tục và đến 4 ngày sau, nó đã trở thành một cơn bão cuồng phong. Vào ngày 11 tháng 5, 
Walt đã thể hiện những đặc điểm của một cơn bão hình khuyên, cấu trúc lúc này của nó có dạng đối xứng trục. Cơn bão đạt đỉnh vào ngày 12, sau đó nó đã trải qua chu trình thay thế thành mắt bão kéo dài trong vòng 4 tiếng từ cuối ngày 13 sang đến ngày 14. Khi quá trình này kết thúc, một mắt bão mới với đường kính lớn, đo được 65 km, đã hình thành. Không lâu sau, Walt chuyển hướng Đông Bắc, và đến ngày 17 nó đã trở thành một xoáy thuận ngoại nhiệt đới, trước khi hợp nhất với một xoáy thuận ngoại nhiệt đới khác ở phía Đông Bắc Nhật Bản.

### Bão Yunya (Diding)
Sau một tháng yên tĩnh, đến ngày 11 tháng 6, một áp thấp nhiệt đới yếu đã phát triển ở ngay vùng biển phía Đông sát Philippines và ở phía Nam của một rãnh trên tầng đối lưu. Nằm ở một vị trí có độ đứt gió thấp, nó di chuyển về hướng Tây Nam, trong khi dòng thổi ra của nó đang dần phát triển thành những dải mây hình xoắn ốc. Đến ngày 12, áp thấp nhiệt đới đã mạnh lên thành bão nhiệt đới. Khi mà một vùng mây trung tâm đậm đặc nhỏ hình thành phía trên Yunya, nó đã phát triển nhanh chóng sau đó. Vào ngày 13, Yunya mạnh lên thành bão cuồng phong khi nó đang đi dọc vùng bờ biển phía Đông Philippines. Sau đó, một áp cao buộc Yuna di chuyển theo hướng Tây, và nó nhanh chóng đạt đỉnh cường độ với vận tốc gió 120 dặm/giờ (195 km/giờ) trong ngày 14. Yunya dần bị tác động bởi độ đứt gió không thuận lợi được tạo ra bởi áp cao cận nhiệt đới, và nó đã suy yếu xuống còn bão cấp 1 trước khi đổ bộ vào vịnh Dingalan, Luzon trong sáng sớm ngày 15. Sau khi vượt qua Luzon, Yunya đã suy yếu thành một cơn bão nhiệt đới. Khi áp cao cận nhiệt đã lùi lại, nó chuyển hướng lên phía Bắc, và tan trong ngày 17 do chịu tác động bởi độ đứt thẳng đứng của gió mạnh.
Yunya sẽ là một cơn bão bình thường, nếu như vào ngày nó đổ bộ Luzon không xảy ra một vụ phun trào núi lửa. Ngọn núi Pinatubo đã phun trào ở một địa điểm trong phạm vi cơn bão đổ bộ. Những đám tro bụi bình thường sẽ phân tán ra khắp đại dương đã tập hợp lại phía trên Luzon bởi hoàn lưu xoáy của cơn bão, khiến thiệt hại do núi lửa gây ra trầm trọng hơn rất nhiều. Những hạt mưa chứa tro bụi núi lửa rơi phía trên Căn cứ Không quân Clark, nơi thực hiện các hoạt động di tản; cũng như những địa điểm còn lại của Luzon. Dẫn đến các đường điện bị đổ và các tòa nhà mái bằng đã bị sụp. Trên thực tế, một vài nơi đã xảy ra những trận mưa bùn đất.
Yunya cũng gây ra mưa lớn ở Đài Loan khi nó ở gần bờ biển phía Nam nước này với cường độ áp thấp nhiệt đới, lũ lụt đã xảy ra khiến một người thiệt mạng.

### Bão Zeke (Etang) - bão số 3
Zeke đã khiến ít nhất 23 người thiệt mạng ở đảo Hải Nam.

### Bão Amy (Gening) - bão số 4
Amy hình thành vào ngày 12 tháng 7 ngoài khơi Thái Bình Dương, sau đó nó đã mạnh lên thành một cơn bão có vận tốc gió 145 dặm/giờ, và đến ngày 18 nó đổ bộ Đài Loan. Ngày 19, cơn bão tiếp tục đổ bộ vào miền Nam Trung Quốc với sức gió 120 dặm/giờ. Amy đã gây ra lũ lụt khiến 99 người chết, 5.000 bị thương, và 15.000 mất nhà cửa. Ngoài ra, cơn bão còn đánh chìm một con tàu chở hàng trên một con sông làm 31 người trên tàu thiệt mạng.

### Bão Caitlin (Ising)
Bão Caitlin đã phát triển từ một vùng nhiễu động ở khu vực phía Đông quần đảo Caroline. Hệ thống này di chuyển về phía Tây Bắc, và đến ngày 23 nó đã mạnh lên thành một áp thấp nhiệt đới. Vào ngày 24, áp thấp nhiệt đới đã mạnh lên thành bão nhiệt đới và sang ngày hôm sau nó đã tiếp tục mạnh lên thành một cơn bão cuồng phong. Mặc dù cơn bão ở cách Philippines vài trăm dặm, tuy nhiên nó đã khiến gió mùa hoạt động tăng cường. Những luồng gió mùa thổi qua phía trên quần đảo này đã tạo ra những trận mưa lớn, gây ra những trận lở đất ở khu vực núi Pinatubo khiến 16 người thiệt mạng. Sau khi chuyển hướng về phía Bắc, cơn bão đã đạt đỉnh cường độ với vận tốc gió 110 dặm/giờ khi nó di chuyển qua khu vực cách Căn cứ Không quân Kadena, Okinawa 97 km về phía Tây. Tại đây, nó đã đem đến những trận mưa lớn giúp giảm bớt hiện tượng hạn hán đang xảy ra, đồng thời cơn bão cũng đã khiến một người thiệt mạng. Một thời gian sau, Caitlin dần tăng tốc về phía Đông Bắc, nó đã đi qua eo biển Triều Tiên trước khi chuyển đổi thành một xoáy thuận ngoại nhiệt đới trên khu vực biển Nhật Bản. Ở Hàn Quốc, lũ lụt đã khiến hai người chết và gây ra thiệt hại 4 triệu USD.

### Bão Enrique
Bão nhiệt đới Enrique hình thành ở khu vực Đông Bắc Thái Bình Dương, nơi mà nó đã đạt đỉnh cường độ là một cơn bão cấp một trong thang bão Saffir-Simpson. Sáu ngày sau, Enrique đã suy yếu xuống thành một vùng thấp, ngay sau khi nó vừa đi vào vùng Trung tâm Thái Bình Dương.
Một thời gian sau, khi hệ thống tiếp cận đường đổi ngày quốc tế, nó đã bắt đầu phát triển trở lại. Và không lâu sau khi đi qua đường đổi ngày quốc tế, nó đã trở thành một cơn bão nhiệt đới trong ngày 1 tháng 8. Enrique chỉ tồn tại trong vòng chưa đầy 24 tiếng sau đó trước khi đối lưu của nó dần biến mất, và quá trình tan biến bắt đầu. Cơn bão đã không gây ra thiệt hại về người hay vật chất.
Enrique là một trong số 7 xoáy thuận nhiệt đới từng có mặt ở cả ba khu vực có xoáy thuận nhiệt đới hoạt động trên Thái Bình Dương. Ngoài Enrique, 6 xoáy thuận còn lại là Bão nhiệt đới Georgette (1986), Bão nhiệt đới Li (1994), Bão John (1994), Bão Dora (1999), Bão Jimena (2003), và Bão Genevieve (2014)

### Bão Fred (Luding) - bão số 6
Một áp thấp nhiệt đới đã hình thành ở khu vực phía Đông miền trung Philippines trong ngày 11 tháng 8 từ một rãnh gió mùa. Áp thấp nhiệt đới sau đó đã đi qua vùng cực Bắc Luzon, tiến vào Biển Đông và nhanh chóng mạnh lên thành một cơn bão nhiệt đới. Đến ngày 14, Fred đã mạnh lên thành một cơn bão cuồng phong khi nó đang di chuyển qua khu vực phía Nam Hong Kong. Cơn bão sau đó đã đạt đỉnh cường độ với vận tốc gió đạt 110 dặm/giờ (180 km/giờ) ngay trước khi nó đổ bộ lên khu vực Bắc đảo Hải Nam, Trung Quốc. Sau khi vượt đảo Hải Nam, Fred tiến vào vịnh Bắc Bộ, và nó đã thay đổi hướng di chuyển thành hướng Tây Nam. Cơn bão đã vượt qua vịnh Bắc Bộ và đổ bộ vào miền Bắc Việt Nam trước khi tan. Khi Fred di chuyển ở vùng biển phía Nam gần Hong Kong, nó đã đánh chìm sà lan khoan tiếp trợ DB29 khiến 22 người trong tổng số 195 người có mặt trên sà lan thiệt mạng. Tại đảo Hải Nam, những trận mưa từ cơn bão gây ra lũ lụt và lở đất nghiêm trọng cũng đã khiến 16 người khác thiệt mạng.

### Bão nhiệt đới Gladys
Ngày 22 tháng 8, Gladys đã đi sát qua khu vực phía Đông miền Nam Nhật Bản và sang ngày 23, nó đã đổ bộ vào Hàn Quốc. Tại Nhật Bản, cơn bão gây thiệt hại lên tới 20 triệu Yên. Ở Hàn Quốc, ngoài con số thiệt hại là hơn 270 triệu won, nó còn khiến ít nhất 103 người chết hoặc mất tích và hơn 20.000 người mất nhà cửa.

### Bão Ivy
Bão Ivy hình thành ở khu vực gần Kosrae thuộc vùng phía Đông của quần đảo Caroline từ một rãnh gió mùa rộng lớn. Vào ngày 2 tháng 9, một áp thấp nhiệt đới đã hình thành khi nó đang di chuyển về phía Tây. Và sang ngày hôm sau, áp thấp nhiệt đới đã mạnh lên thành bão nhiệt đới Ivy. Sau đó, Ivy bắt đầu mạnh lên nhanh chóng và nó đã trở thành một cơn bão cuồng phong khi đang đi qua khu vực cách Tinian và Saipan, hai hòn đảo thuộc Quần đảo Bắc Mariana, 130 dặm (210 km) về phía Đông. Quần đảo Bắc Mariana chỉ ghi nhận thiệt hại nhỏ, tuy nhiên đã có 1 trường hợp chết đuối được báo cáo. Ivy sau đó tiếp tục di chuyển theo hướng Tây Bắc và nó đã đạt cường độ tối đa vào ngày mùng 7 với vận tốc gió 130 dặm/giờ (210 km/giờ) trước khi vòng sang hướng Đông Bắc. Cơn bão đã đi dọc theo đường bờ biển phía Nam Nhật Bản và chuyển đổi thành một xoáy thuận ngoại nhiệt đới khi ở ngoài khơi phía Đông Tokyo. Khi Ivy tiếp cận sát Honshu, thủ đô Tokyo và các vùng lân cận đã phải chống chọi với gió mạnh và những cơn mưa nặng hạt. Theo báo cáo đã có tới hơn 200 trận lở đất xảy ra; một trường hợp thiệt mạng và 4 người khác mất tích

### Bão Kinna
Bão Kinna hình thành ở vùng phía Tây quần đảo Caroline từ một rãnh gió mùa. Vào ngày 10 tháng 9, áp thấp nhiệt đới đã mạnh lên thành một cơn bão nhiệt đới ở phía Đông Bắc Guam. Kinna tiếp tục di chuyển theo hướng Tây Bắc và đến ngày 12 nó đã trở thành một cơn bão cuồng phong. Không lâu sau nó chuyển hướng Bắc và đe dọa đến khu vực Nhật Bản. Cũng trong ngày 12, Kinna đã đổ bộ vào vùng phía Nam Okinawa khi nó đạt cường độ mạnh nhất với vận tốc gió đạt 105 dặm/giờ (165 km/giờ). Cơn bão sau đó di chuyển theo hướng Đông - Đông Bắc, duy trì cường độ đó và đổ bộ vào đảo Kyūshū. Hai thành phố Nagasaki và Sasebo đã nằm trên khu vực thành mắt bão của Kinna trực tiếp đi qua trong ngày 13, và cả hai đã ghi nhận gió giật lên tới 115 dặm/giờ (185 km/giờ). Kinna sau đó tiếp tục di chuyển qua Nhật Bản, trở thành một xoáy thuận ngoại nhiệt đới ở khu vực bờ biển phía Bắc của đảo Honshū. Tại Okinawa, lượng mưa đo được từ cơn bão lên tới hơn 200 mm. Ở Nhật Bản, nơi chịu thiệt hại nặng nhất là khu vực gần Nagasaki. Tổng cộng, cơn bão đã khiến tất cả chín người ở quốc gia này thiệt mạng.

### Bão nhiệt đới Luke
Vào ngày 14 tháng 9, một áp thấp nhiệt đới đã hình thành ở khu vực gần phía Tây quần đảo Bắc Mariana từ một vùng nhiễu động mà trước đó nó đã di chuyển qua quần đảo này. Áp thấp nhiệt đới tiếp tục di chuyển theo hướng Tây - Tây Bắc, mạnh dần lên và đến ngày 15 nó đã trở thành bão nhiệt đới Luke. Sau khi đạt đỉnh cường độ với vận tốc gió 60 dặm/giờ (100 km/giờ), Luke vòng sang hướng Đông Bắc và suy yếu dần do độ đứt gió tăng. Cơn bão sau đó đi dọc theo đường bờ Biển Đông Nam Nhật Bản, gây ra những trận mưa lớn. Hậu quả là những trận lũ và lở đất khiến 8 người chết và 10 người khác mất tích. Sau đó, cơn bão di chuyển đến khu vực phía Đông đảo Honshu, và dần chuyển đổi thành một xoáy thuận ngoại nhiệt đới.

### Bão Mireille (Oniang)
Áp thấp nhiệt đới 13W đã hình thành vào ngày 13 tháng 9 ngoài khơi Thái Bình Dương. Dưới sự ảnh hưởng của áp cao cận nhiệt đới, nó di chuyển về phía Tây, mạnh dần lên và đến ngày 15 nó đã trở thành một cơn bão nhiệt đới. Mireille tiếp tục tăng cường nhanh chóng, ngay ngày hôm sau nó đã trở thành một cơn bão cuồng phong. Tuy nhiên sau đó quá trình tăng cường độ đã bị hạn chế do nó chịu sự tác động của hai cơn bão, Luke ở phía Bắc và Nat ở phía Tây. Cho đến khi Luke và Nat di chuyển đến một khoảng cách đủ xa, Mireille đã lại mạnh lên rất nhanh, và đến ngày 22 nó trở thành siêu bão với sức gió đạt 150 dặm/giờ (240 km/giờ). Một thời gian sau, nó vòng sang hướng Đông Bắc, suy yếu dần và đổ bộ vào vùng Tây Nam Nhật Bản trong ngày 27 với vận tốc gió 105 dặm/giờ (165 km/giờ). Sau đó Mireille tiếp tục di chuyển theo hướng Đông Bắc, và đến tối cùng ngày, nó đã chuyển đổi thành một xoáy thuận ngoại nhiệt đới. Mireille gây thiệt hại nghiêm trọng cho ngành nông nghiệp, tổn thất ước tính lên tới 3 tỉ USD (1991 USD), đồng thời nó cũng đã khiến 52 người thiệt mạng. Cái tên Mireille đã bị khai tử sau mùa bão này và được thay thế bằng Melissa.

### Bão Orchid (Rosing)
Vào ngày 4 tháng 10, một áp thấp nhiệt đới đã hình thành từ một rãnh gió mùa rộng lớn ở khu vực phía Tây quần đảo Bắc Mariana. Nó di chuyển về hướng Tây và mạnh lên thành bão nhiệt đới Orchid vào tối cùng ngày. Quãng thời gian tiếp theo, nó đã tăng cường nhanh chóng. Đến ngày mùng 7, Orchid đạt đỉnh với vận tốc gió 130 dặm/giờ (210 km/giờ), trước khi nó chuyển hướng về phía Đông Bắc và dần tăng tốc. Orchid đã di chuyển song song với đường bờ biển phía Đông Nam của hai hòn đảo Shikoku và Honshū. Khi đó nó đã gây ra 96 trận lở đất cũng như lũ lụt cho khu vực Tokyo và những vùng xung quanh, khiến một người thiệt mạng.

### Bão Ruth (Sendang) - bão số 9
Ruth hình thành từ một vùng nhiễu động nhiệt đới mà ban đầu nằm ở khu vực giữa Chuuk và Pohnpei. Vùng nhiễu động này di chuyển về phía Tây và đến ngày 20 tháng 10 nó đã mạnh lên thành một áp thấp nhiệt đới. Sang ngày hôm sau, áp thấp nhiệt đới đã trở thành bão nhiệt đới Ruth khi nó đang di chuyển ở khu vực phía Tây Nam Guam và sau đó nó bắt đầu tăng cường ổn định. Ruth mạnh lên thành bão cuồng phong trong ngày 22 và đến ngày 24, nó đạt đỉnh là một siêu bão với vận tốc gió 165 dặm/giờ (270 km/giờ). Một thời gian sau, Ruth dần suy yếu khi nó tiếp cận miền Bắc Philippines. Vào ngày 27, Ruth đổ bộ lên khu vực Bắc Luzon với vận tốc gió 115 dặm/giờ (185 km/giờ) và sau đó suy yếu một cách nhanh chóng. Tại Luzon, cơn bão đã gây ra rất nhiều trận lở đất và lũ lụt khiến 12 người thiệt mạng. Sau khi suy yếu thành bão nhiệt đới, Ruth vòng lại qua khu vực biển phía Nam Đài Loan và tan không lâu sau đó. Một con tàu chở hàng có tên Tung Lung đã bị những con sóng lớn đánh chìm ở vùng biển phía Tây Đài Loan khiến tất cả 18 người trên tàu thiệt mạng.

### Bão Thelma (Uring) - bão số 10
Vào ngày 4 tháng 11, bão nhiệt đới Thelma với vận tốc gió 50 dặm/giờ (80 km/giờ) đã đổ bộ vào miền Trung Philippines. Khi Thelma di chuyển chậm qua quần đảo, nó đã gây lũ lụt nghiêm trọng cho khu vực này. Sau đó, cơn bão di chuyển về phía Tây, dần suy yếu và tan trong ngày mùng 8 ở khu vực ven biển miền Nam Việt Nam. Thelma mặc dù là một cơn bão yếu, nhưng nó đã gây ra những trận lở đất, vỡ đập, và lũ quét. Hậu quả là số lượng người thiệt mạng đã lên tới một con số khủng khiếp, khoảng 6.000. Do gây ra một thảm họa nghiêm trọng, cái tên Thelma sau đó đã bị khai tử và được thay thế bằng Teresa.

### Bão Yuri
Yuri là cơn bão mạnh nhất của mùa bão, với vận tốc gió duy trì 10 phút tối đa lên tới 140 dặm/giờ (220 km/giờ), và một áp suất tối thiểu 895 mbar. Với vận tốc gió 10 phút như trên, Yuri sẽ xếp hạng thứ ba trong số những xoáy thuận nhiệt đới mạnh nhất từng ghi nhận cho đến thời điểm kết thúc năm 1991. Tại Pohnpei, Yuri gây thiệt hại 3 triệu USD (1991 USD). Tại Guam, cơn bão đã gây xói mòn bờ biển trên diện rộng và phá hủy 60 đến 350 ngôi nhà. Tổng thiệt hại vào khoảng 33 triệu USD (1991 USD). Yuri là một trong số những cơn bão từng được quan sát ở khoảng cách gần nhất, mắt của nó đã được phân tích kỹ để nghiên cứu.

### Bão nhiệt đới Zelda
Bão nhiệt đới Zelda là cơn bão cuối cùng của mùa bão.

## Tên bão
Năm 1991, bão ở Tây Bắc Thái Bình Dương được đặt tên bởi JTWC. Cơn bão đầu tiên được đặt tên là Sharon và cuối cùng là Zelda. Hai cái tên Mireille và Thelma đã bị khai tử sau mùa bão này.
| - Sharon (9101) - Tim (9102) - Vanessa (9103) - Walt (9104) - Yunya (9105) - Zeke (9106) | - Amy (9107) - Brendan (9108) - Caitlin (9109) - Doug (9110) - Ellie (9111) - Fred (9112) | - Gladys (9113) - Harry (9114) - Ivy (9115) - Joel (9116) - Kinna (9117) - Luke (9118) | - Mireille (9119) - Nat (9120) - Orchid (9121) - Pat (9122) - Ruth (9123) - Seth (9124) | - Thelma (9125) - Verne (9126) - Wilda (9127) - Yuri (9128) - Zelda (9129) |

### Tên bão ở Philippines
PAGASA sử dụng một danh sách tên riêng cho những xoáy thuận nhiệt đới nằm trong khu vực mà họ theo dõi. Dưới đây là danh sách tên của năm 1991. Danh sách này lặp lại với chu kỳ 4 năm. Đây là danh sách giống với danh sách của năm 1987, ngoại trừ các tên Karing, Helming và Sendang đã thay thế cho các tên Katring, Herming và Sisang. Cái tên Uring đã bị khai tử sau mùa bão này và được thay thế bởi Ulding.
| - Auring (9101) - Bebeng (9103) - Karing (9104) - Diding (9105) - Etang (9106) | - Gening (9107) - Helming (9108) - Ising (9109) - Luding (9112) - Mameng (9111) | - Neneng (9116) - Oniang (9119) - Pepang (9120) - Rosing (9121) - Sendang (9123) | - Trining (9124) - Uring (9125) - Warling (9127) - Yayang (unused) - Ading (unused) | - Barang (unused) - Krising (unused) - Dadang (unused) - Erling (unused) - Goying (unused) |

### Số hiệu bão tại Việt Nam
Danh sách bão được đặt số hiệu ở Việt Nam năm 1991 kèm vùng đổ bộ.
- Bão số 1 (Sharon) (tan ở giữa Biển Đông)
- Bão số 2 (Vanessa) (tan ở Nam Vịnh Bắc Bộ)
- Bão số 3 (Zeke) (đổ bộ Hải Phòng)
- Bão số 4 (Amy) (đổ bộ Nam TQ)
- Bão số 5 (Brendan) (đổ bộ Nam TQ)
- Bão số 6 (Fred) (đổ bộ phía Nam tỉnh Hà Tĩnh)
- Bão số 7 (Joel) (đổ bộ Nam Trung Quốc)
- Bão số 8 (Nat) (đổ bộ Nam TQ)
- Bão số 9 (Ruth) (tan ở đông bắc Biển Đông)
- Bão số 10 (Thelma) (suy yếu thành vùng thấp ở vùng biểm đảo Phú Quý)
- Bão số 11 (Wilda) (tan ở Nam Biển Đông)